# Horace W. Babcock
Horace Welcome Babcock (13 de septiembre de 1912 – 29 de agosto de 2003) fue un astrónomo estadounidense. Era hijo del también astrónomo Harold D. Babcock.

## Carrera
Babcock inventó y construyó numerosos instrumentos astronómicos. En 1953 fue el primero en proponer la idea de la óptica adaptativa.  Se especializó en espectroscopía y en el estudio de campos magnéticos de las estrellas. Propuso el Modelo de Babcock, una teoría acerca del magnetismo de las manchas solares.
Durante la Segunda Guerra Mundial, investigó sobre la radiación con el MIT y Caltech. Tras la guerra comenzó una productiva colaboración con su padre. Estudió en el Caltech y se doctoró en Berkeley.
Su tesis doctoral contenía una de las primeras menciones de la materia oscura. Publicó mediciones de la curva de rotación  de Andrómeda que sugerían que la relación entre masa y luminosidad se incrementa radialmente. Sin embargo, atribuyó este hecho a la absorción de luz en el interior de la  galaxia o a dinámicas modificadas en las porciones exteriores de la espiral, pero no a ninguna forma de materia perdida.
Fue director del Observatorio de Monte Palomar del Caltech entre 1964 y 1978.

## Reconocimientos
Awards
- Medalla Henry Draper de la Academia Nacional de Ciencias (1957)[4]
- Medalla Eddington (1958)
- Miembro de la Academia Americana de Artes y Ciencias (1959)[5]
- Medalla Bruce (1969)[6]
- Medalla de Oro de la Royal Astronomical Society (1970)[7]
- George Ellery Hale Prize de la División de Física Solar de la Sociedad Astronómica Americana (1992)

Nombrado en su memoria
- Asteroide 3167 Babcock (junto con su padre). En cambio, el cráter lunar Babcock debe su nombre exclusivamente a su padre, Harold D. Babcock

### Obituarios
- PASP 116 (2004) 290 (no disponible, ver )
- Preston, George W. (2004). «Obituary: Horace Welcome Babcock (1912–2003)». Publications of the Astronomical Society of the Pacific 116 (817): 290-294. Bibcode:2004PASP..116..290P. doi:10.1086/382664.

- Datos: Q712375